# District de Chamarajanagar
Le district de Chamarajanagar (géorgien : ಚಾಮರಾಜನಗರ) est l'un des trente district  de l'état du Karnataka, en Inde.

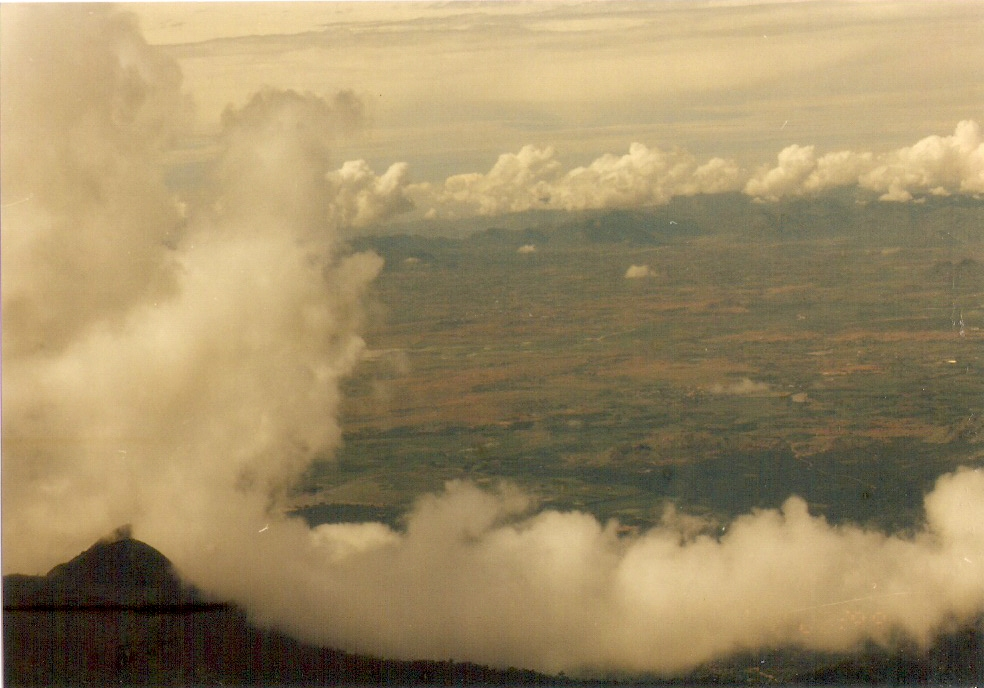
La forêt à Chamrajnagar.

## Histoire
Le district actuel est créé en 1998 comme subdivision de celui de Mysore. Il était le centre de la dynastie Chalukya au VIe siècle.

## Géographie
Le district de Chamarajanagara forme la limite sud de l’État du Karnataka avec le Kerala et le Tamil Nadu. au recensement de 2011, sa population était de 1 020 962 habitants pour une superficie de 5 648 km2, la population est à 31,64% urbaine et a un taux d'alphabétisation de 61%. Une population d'environ 82 000 personnes sont des représentants des tribus Soligas, Yeravas, Jenu Kurubas ou Betta Kurubas qui vivent en zone forestière. Ces tribus ont leur langue propre.
Son chef-lieu est la ville de Chamarajanagar et le Parc national de Bandipur se trouve dans le district.

## Transport
Le dsitrict de Chamarajanagar est traversé par les routes nationales 209 (Dindigul-Bangalore) et 212 (Kozhikode-Kollegal). Une voie de chemin de fer relie Chamrajnagar à Nanjangud

## Liste des Taluks
Il est divisé en cinq Taluks :
- Yelandur,
- Gundlupet,
- Chamarajanagara,
- Kollegal et
- Hanur.

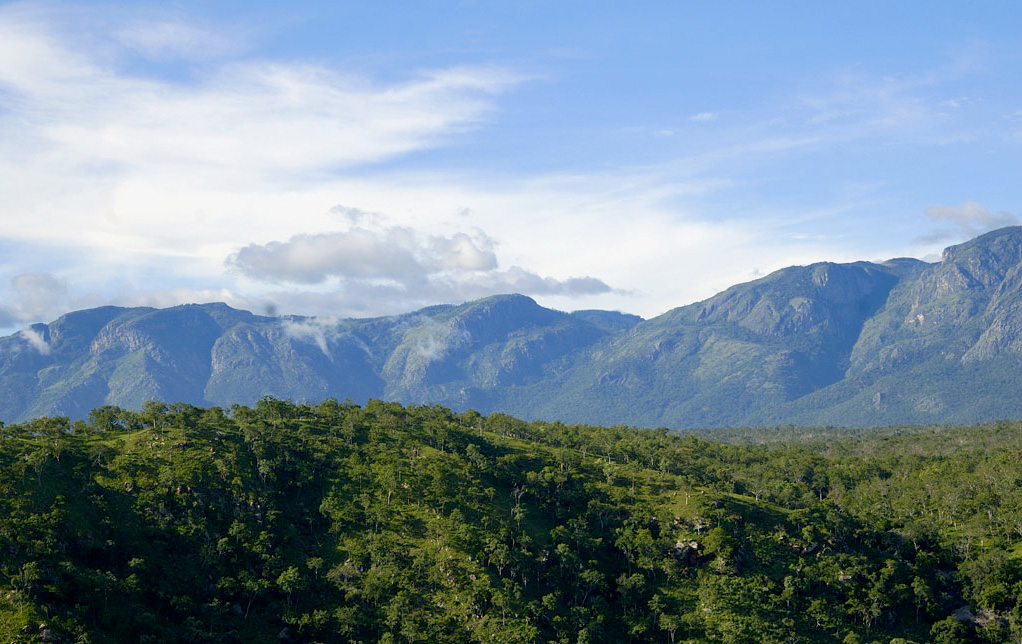
Parc de Bandipur.
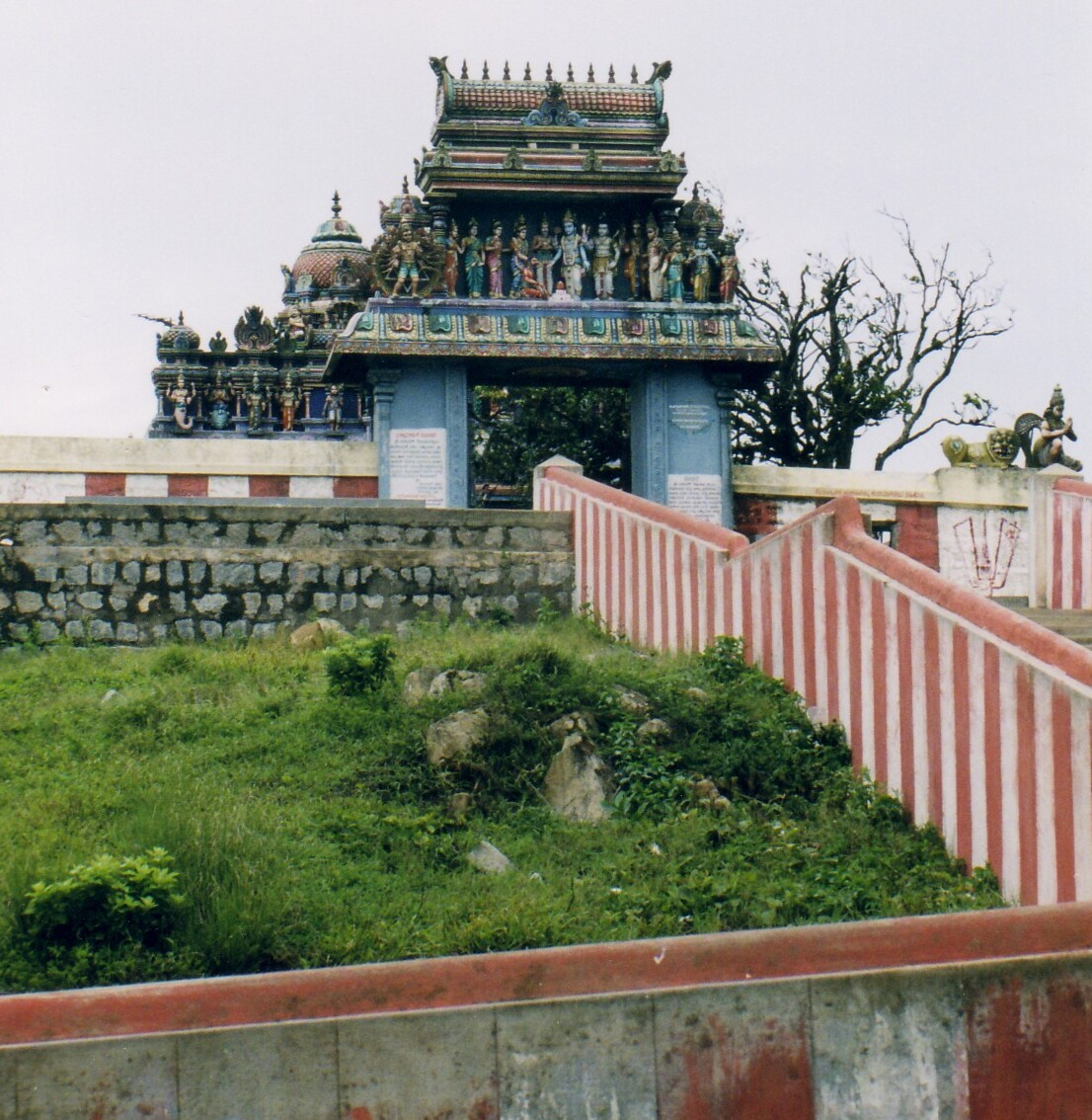
Le temple Gopala Swamy.
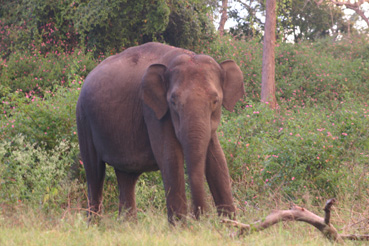
Elephant à Bandipur.
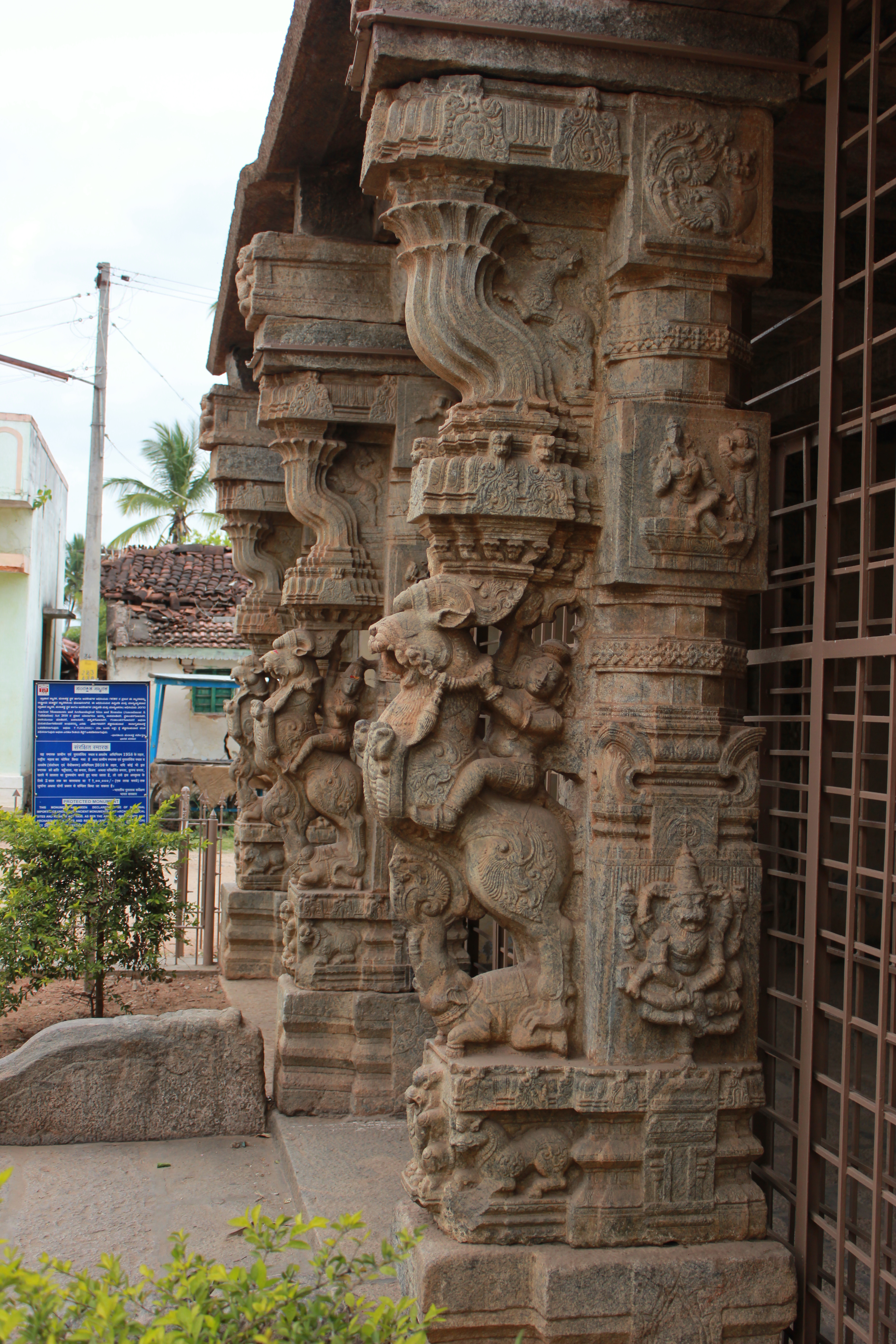
temple Vijayanarayana à Gundlepet.